# Ludogorie

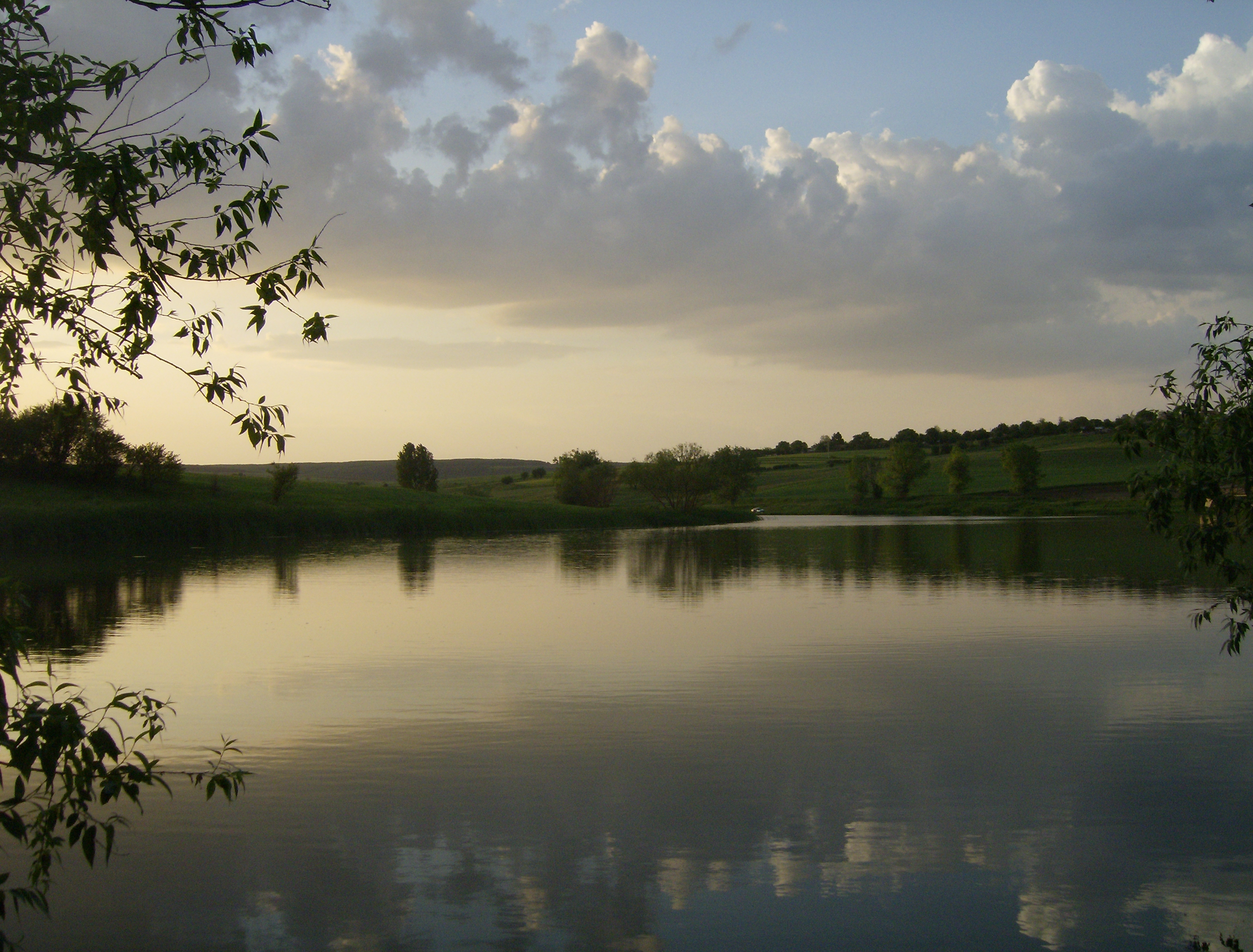
Atardecer en el sur del Ludogorie.

El Ludogorie (en búlgaro: Лудогорие, por lo general se utiliza con un artículo definido, Лудогорието, Ludogorieto) o Deliorman (Делиорман, en turco: Deliorman), traducido como «región de bosques silvestres», es una región del noreste de Bulgaria que se extiende sobre la meseta homónima. Las principales ciudades de la región son Razgrad, Novi Pazar, Pliska e Isperih.

## Toponimia
Ludogorie es un nombre relativamente nuevo, un calco eslavo del antiguo nombre turco Deliorman, que fue presentado oficialmente en 1950. En 1942, el nombre había sido cambiado a Polesie, un topónimo eslavo que significa «lugar de bosques», pero este nombre nunca se usó comúnmente. El nombre turco es etimológica y semánticamente similar al nombre del condado de Teleorman, en el sur de Rumania.

## Geografía
La región forma parte de la llanura danubiana, es montañosa en el este, llegando hasta los 485,70 metros de altura cerca del pueblo de Samuil, pero se funde con las llanuras de Dobruja y el Danubio al norte, donde se encuentra el punto más bajo, Yuper (39,14 m). La región limita al oeste con el río Provadiya y el Rusenski Lom.